# Torneio Rio-São Paulo de 1993
O Torneio Rio-São Paulo de 1993 foi a 19.ª edição do torneio. O Campeão foi o Palmeiras, tendo como vice o Corinthians.

## Regulamento
Os oito clubes se dividiriam em dois grupos de quatro e se enfrentariam, dentro de cada grupo, em jogos de ida e volta. Os primeiros colocados de cada grupo fariam a final.

## Classificação
Grupo A
| Classificação | Classificação | Classificação | Classificação | Classificação | Classificação | Classificação | Classificação | Classificação | Classificação | Classificação |
| Time | Time          | PG            | J             | V             | E             | D             | GP            | GC            | SG            |               |
| --- | ------------- | ------------- | ------------- | ------------- | ------------- | ------------- | ------------- | ------------- | ------------- | ------------- |
| 1 | Corinthians   | 11            | 6             | 5             | 1             | 0             | 15            | 9             | 6             |               |
| 2 | Portuguesa    | 5             | 6             | 2             | 1             | 3             | 7             | 9             | -2            |               |
| 3 | Botafogo      | 4             | 6             | 1             | 2             | 3             | 7             | 8             | -1            |               |
| 4 | Vasco da Gama | 4             | 6             | 1             | 2             | 3             | 11            | 14            | -3            |               |
| PG - pontos ganhos; J - jogos; V - vitórias; E - empates; D - derrotas; GP - gols pró; GC - gols contra; SG - saldo de gols |               |               |               |               |               |               |               |               |               |               |

| Time          | Cor | Por | Bot | Vas |
| ------------- | --- | --- | --- | --- |
| Corinthians   |     | 2-0 | 2-2 | 4-3 |
| Portuguesa    | 1-2 |     | 2-1 | 2-2 |
| Botafogo      | 0-1 | 2-0 |     | 1-2 |
| Vasco da Gama | 3-4 | 0-2 | 1-1 |     |

Grupo B
| Classificação | Classificação | Classificação | Classificação | Classificação | Classificação | Classificação | Classificação | Classificação | Classificação | Classificação |
| Time | Time          | PG            | J             | V             | E             | D             | GP            | GC            | SG            |               |
| --- | ------------- | ------------- | ------------- | ------------- | ------------- | ------------- | ------------- | ------------- | ------------- | ------------- |
| 1 | Palmeiras     | 7             | 6             | 3             | 1             | 2             | 10            | 6             | 4             |               |
| 2 | Santos        | 7             | 6             | 3             | 1             | 2             | 10            | 11            | -1            |               |
| 3 | Flamengo      | 6             | 6             | 2             | 2             | 2             | 13            | 10            | 3             |               |
| 4 | Fluminense    | 4             | 6             | 1             | 2             | 3             | 6             | 12            | -6            |               |
| PG - pontos ganhos; J - jogos; V - vitórias; E - empates; D - derrotas; GP - gols pró; GC - gols contra; SG - saldo de gols |               |               |               |               |               |               |               |               |               |               |

| Time       | Pal | San | Fla | Flu |
| ---------- | --- | --- | --- | --- |
| Palmeiras  |     | 3-0 | 1-1 | 2-0 |
| Santos     | 2-0 |     | 4-3 | 3-1 |
| Flamengo   | 3-1 | 3-0 |     | 1-1 |
| Fluminense | 0-3 | 1-1 | 3-2 |     |

## Final
Jogo de ida: 4 de agosto

Jogo de volta: 7 de agosto
| Time 1    | Total | Time 2      | ida | volta |
| --------- | ----- | ----------- | --- | ----- |
| Palmeiras | 2-0   | Corinthians | 2-0 | 0-0   |

## Premiação
| Torneio Rio-São Paulo de 1993 |
| São Paulo                     |
| ----------------------------- |
| Palmeiras Campeão (4° título) |